# قضية صحية (مجلة جزائرية)
قضية صحية  (بالفرنسية: Le Fascicule de la Santé)‏ مجلة جزائرية فصلية (كل ثلاث أشهر) تصدر باللغة الفرنسية. هي مجلة طبية للتكوين الطبي المستمر موجهة للأطباء العامين، أطباء الأسنان، أخصائيين و صيادلة مقرها 1 شارع بشير عطار دار الصحافة أول ماي الجزائر العاصمة.

## وصلات خارجية
- معلومات عن مجلة قضية صحية من موقع بوابة الصحافة الجزائرية.
- الموقع الرسمي لمجلة قضية صحية